# Активная оборона
Активная оборона — исторический военный термин, вышедший из употребления после Великой Отечественной войны и обозначавший боевые действия, главной задачей которых было изматывание крупных группировок противника путём активного маневрирования силами при выявлении направления его главного удара. 
В другом источнике указано что Активная оборона — способ обороны, когда в целях обороны предпринимаются наступательные действия. По представлениям иностранных специалистов успешность активной обороны основывается на эффективном сочетании огневой мощи боевых порядков первого эшелона и манёвра огнём и резервами на угрожаемом направлении.

## Исторический очерк
На начало XX столетия под термином «Активная оборона» подразумевали такую систему оборонительных действий, при которой обороняющийся, не выходя из пределов общей оперативной задачи, сохраняет за собой инициативу и свободу действий, и могла быть рассматриваема, как в стратегическом, так и в тактическом отношении.  
Советский маршал М. Тухачевский считал, что активная оборона из-за своей наступательной природы не отвечает основным задачам, которые подразумеваются при переходе к оборонительным действиям (выигрывание времени и сковывание противника при максимальной экономии сил). По его мнению, активная оборона при таких обстоятельствах «была бы ни к селу ни к городу», и вместо неё предпочтительнее было бы организовать обычное наступление.
Во время Великой Отечественной войны активная оборона советских войск основывалась на упорном удержании заранее подготовленных позиций в сочетании с контрударами и контратаками, что создавало благоприятные условия для перехода в контрнаступление. 
С окончанием Великой Отечественной войны понятие «активной обороны» постепенно стало использоваться только в военно-исторической литературе, а для описания оборонительных действий был введён термин «активность обороны».